# Université du Maine à Presque Isle
L'université du Maine à Presque Isle (en anglais : University of Maine at Presque Isle, UMaine Presque Isle ou UMPI) est une université américaine située à Presque Isle dans le Maine.